# Kanadas Grand Prix 1999

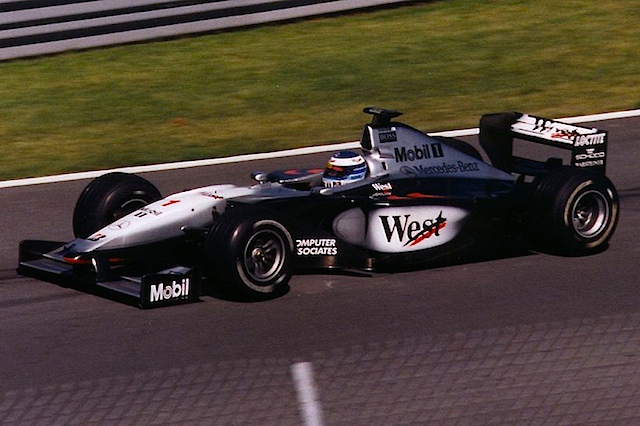
Mika Häkkinen vann loppet.

Kanadas Grand Prix 1999, officiellt XXXVII Grand Prix Air Canada, var ett Formel 1-lopp som kördes 13 juni 1999 på Circuit Gilles Villeneuve i Montréal i Kanada. Loppet var det sjätte av sammanlagt sexton deltävlingar ingående i Formel 1-säsongen 1999 och kördes över 69 varv.

## Resultat
1. Mika Häkkinen, McLaren-Mercedes, 10 poäng
2. Giancarlo Fisichella, Benetton-Playlife, 6
3. Eddie Irvine, Ferrari, 4
4. Ralf Schumacher, Williams-Supertec, 3
5. Johnny Herbert, Stewart-Ford, 2
6. Pedro Diniz, Sauber-Petronas, 1
7. David Coulthard, McLaren-Mercedes
8. Marc Gené, Minardi-Ford
9. Olivier Panis, Prost-Peugeot
10. Luca Badoer, Minardi-Ford
11. Heinz-Harald Frentzen, Jordan-Mugen Honda (varv 65, bromsar)

### Förare som bröt loppet
- Alessandro Zanardi, Williams-Supertec (varv 50, bromsar)
- Toranosuke Takagi, Arrows (41, transmission)
- Jacques Villeneuve, BAR-Supertec (34, snurrade av)
- Michael Schumacher, Ferrari (29, snurrade av)
- Pedro de la Rosa, Arrows (22, transmission)
- Damon Hill, Jordan-Mugen Honda (14, snurrade av)
- Rubens Barrichello, Stewart-Ford (14, styrning)
- Ricardo Zonta, BAR-Supertec (2, snurrade av)
- Jean Alesi, Sauber-Petronas (0, kollision)
- Jarno Trulli, Prost-Peugeot (0, kollision)
- Alexander Wurz, Benetton-Playlife (0, transmission)